# Scrophularia calliantha
La bella de risco, o fistulera de Gran Canaria, (Scrophularia calliantha) es un arbusto endémico de la isla de Gran Canaria, en el archipiélago de Canarias. Se encuentra seriamente amenazado.

## Identificación
Subarbusto perenne. Los tallos son  cuadrados en sección transversal, ascendentes o erectos, de hasta 1.5 m de altura. Sus  hojas son opuestas con tres hojuelas, las flores crecen en cimas pequeñas formando una panícula terminal, con  corola grande, superior a 1 cm en diámetro, con 5 lóbulos subiguales, la garganta amarilla y los pétalos rojos o anaranjados. El fruto tiene forma de cápsula bilocular y subcónica.

## Distribución
Esta especie se encuentra en las cuencas altas de los barrancos del este, el noreste y el oeste de la isla de Gran Canaria. En 2007 existían un total de 288 ejemplares distribuidos en 22 núcleos poblacionales, la mayoría de ellas sólo cuentan con menos de diez individuos. 
Existen poblaciones conocidas incluidas en lugares protegidos como el paisaje protegido de las Cumbres, el parque rural del Nublo, la reserva natural especial de los Marteles, el parque rural de Doramas, la reserva natural especial Los Tilos de Moya, la reserva natural integral de Inagua, el parque natural de Tamadaba, la reserva natural integral de Barranco Oscuro, y la reserva natural especial de Azuaje. 

## Hábitat
Esta especie aparece junto a paredes húmedas desde 600 a casi 1.600 m, normalmente creciendo en grietas o en los fondos de barranquillos con humedad más o menos permanente, pero siempre con tendencia fisurícola. Sus acompañantes habituales son: Rubus sp., Hypericum reflexum, Hypericum grandifolium, Laurus azorica, Ageratina adenophora, Dittrichia viscosa, Pteridium aquilinum, Greenovia aurea, Davallia canariensis y varias especies de Aeonium.
Cionus canariensis es una especie de curculiónido extremadamente raro que sólo vive sobre la bella de risco. Este insecto está considerado como especie en peligro de extinción.

## Reproducción
Planta hermafrodita y entomófila especializada, es polinizada por mariposas, pájaros y abejorros. Posee dispersión vegetativa extensiva
(estolón o rizoma). Los frutos albergan numerosas semillas, que en pruebas realizadas en cultivo dan porcentajes de éxito del 80%. No obstante en la naturaleza se encuentra un número muy bajo de plántulas.

## Conservación
Se trata de una especie de escasa plasticidad ecológica. Se encuentra seriamente afectada por las sequías así como por la canalización de agua y sobreexplotación de los acuíferos que reducen las condiciones de humedad exigidas.
Está considerada por la UICN como especie en peligro crítico de extinción. Está incluida en el Catálogo de Especies Amenazadas de Canarias en la categoría de especie vulnerable. Existe una reserva de semillas en el jardín Botánico Viera y Clavijo.